# Municipio de General Heliodoro Castillo
El municipio de General Heliodoro Castillo es uno de los 85 municipios de Guerrero, en el sureste de México, localizado a 34 kilómetros de Chilpancingo. La cabecera municipal es Tlacotepec. El municipio cubre un área de 1,613.8 km².

## Toponimia
El nombre le fue dado en honor al destacado general zapatista Heliodoro Castillo Castro. 

## Demografía
En 2005, el municipio tenía una población total de 34,554 habitantes, y en 2010 ascendió a 36 586 habitantes.

### Localidades
En el censo de 2020 el municipio de General Heliodoro Castillo contaba con 198 localidades.
| Código INEGI      | Localidad         | Población (2020) |
| ----------------- | ----------------- | ---------------- |
| 120320001         | Tlacotepec        | 8 442            |
| 120320042         | Izotepec          | 1 126            |
| Otras localidades | Otras localidades | 27 686           |
| Total municipal   | Total municipal   | 37 254           |

## Historia
En 1523, el capitán español Juan Rodríguez de Villafuerte, que regresaba de la provincia de Ahuatlán, incursionó en Tlacotepec y sometió a sus habitantes. Esta región fue de las últimas en ser conquistadas en la entidad y se entregó como encomienda al administrasdor español Francisco de Solís Osorio. Ya en 1533, al establecerse las alcaldías mayores, Tlacotepec fue incluida en la de Ajuchitlán, así como en la diócesis del mismo lugar. Durante la Colonia, los indígenas que conformaban una república de indios fueron obligados a trabajar en la mina de Topila.
En 1559, la región pasó a ser encomienda de los administradores españoles Alonso de la Serna y de Gaspar de Garnica, a quienes los indígenas tributaban 700 pesos y 700 fanegas de maíz.
Para 1579 y 1582, según marca una relación geográfica de la diócesis de México, a cinco leguas de Tlacotepec pasaba un río grande y caudaloso, donde los indios que vivían en sus riberas sembraban algodón. También había un camino de herradura que salía de Chilpancingo rumbo a Coyuca de Catalán y pasaba por el actual municipio.
En 1786, al establecerse el régimen de intendencias y convertirse en partidos las alcaldías mayores, Tlacotepec se mantuvo dentro de la jurisdicción de Ajuchitlán. Al constituirse la provincia de Tecpan, en 1811, el municipio quedó integrado a dicha provincia e incluso fue parte del itinerario del Congreso de Anáhuac. Pero al consumarse la Independencia, se creó la Capitanía General del Sur, por Decreto del Imperio de Iturbide; el municipio quedó también integrado a la capitanía.
En 1824, año en que se estableció la primera República federada, Tlacotepec fue integrado al estado de México, dentro del partido de Ajuchitlán, hasta 1836 en que la división territorial provisional centralista estableció una división política diferente y Tlacotepec quedó unido al municipio de Taxco.
Al erigirse el estado de Guerrero, Tlacotepec quedó reconocido dentro del distrito de Mina. En 1850, era municipalidad del distrito de Ajuchitlán. El 23 de junio de 1871, por Decreto 11, pasó a depender del distrito de Bravos.
En 1858, Tlacotepec estuvo controlado por don José María González, durante la época de la Reforma. En 1893, el general Neri se había apostado en las márgenes del río Mezcala para asediar a Chilpancingo y, así, ganar la sierra de Tlacotepec.
El 26 de octubre de 1911, Jesús H. Salgado, después de la promulgación del Plan de Ayala, había reunido más de 1500 hombres con los que recorrió Tlacotepec hasta el norte de Taxco. En 1912, a nombre de Emiliano Zapata y del licenciado Emilio Vázquez, exigió la rendición de Tlacotepec. El 16 de enero se presentó frente a la población con 250 hombres, insistió en su propósito y el alcalde Alberto Rodríguez se vio obligado a entregar la plaza ante la imposibilidad de defenderla.
En el siglo XIX floreció la ganadería caprina sobre terrenos de Tlacotepec; fue tan grande el auge que marcó una etapa dentro de las actividades productivas. Un grupo de familias, llegadas al parecer del estado de México, tomó como actividad la cría de cabras; a raíz de la abundancia de pastizales pronto crecieron los rebaños, los que trasladaban de un lugar a otro sin tener un sitio fijo (por eso le llamaron “haciendas volantes”).
Este sistema redituó grandes beneficios, pero también ocasionó serias dificultades entre los habitantes de los terrenos donde pastaban los caprinos. La producción (caprinos en pie) era enviada a diferentes partes del país, principalmente al estado de Puebla, donde era una costumbre esperar a los “chiveros” de Guerrero, tradición que aún prevalece en la población de Tehuacán.
Fue muy conocida la ruta que tenían los criadores de caprinos: partía de Tlacotepec, seguía por Filo de Caballos, por Chilapa y por Tlapa, hasta llegar a Puebla. Los conflictos generados al aprovechar los agostaderos, propiedad de la familia Urioste, motivaron el derrumbamiento de los chiveros, al grado de extinguir parcialmente a las familias.
El 29 de noviembre de 1947, siendo gobernador del estado el general Baltasar R. Leyva Mancilla, por Decreto 46, se acordó asignar al municipio el nombre de General Heliodoro Castillo, en honor al representante del zapatismo en la región.

## Personajes ilustres
- Heliodoro Castillo (1887–1917): General revolucionario de filiación zapatista.
- José María González: Controló y organizó a Tlacotepec durante la Reforma.